# Sender Puy de Dôme

Sendeanlage des Puy de Dôme

Der Sender Puy de Dôme ist eine Anlage zur Verbreitung von UKW- und TV-Programmen auf dem Puy de Dôme in Auvergne, Frankreich. Sie verwendet als Antennenträger einen 1956 errichteten 89 Meter hohen Betonturm.